# Nguyễn Phúc Thiện
Nguyễn Phúc Thiện (sinh ngày 15 tháng 3 năm 1993) là một nam nhạc sĩ kiêm nhà sản xuất thu âm người Việt Nam. Anh là em trai của Only C.

## Tiểu sử
Nguyễn Phúc Thiện là em trai của nhạc sĩ Only C. Anh sáng tác và sản xuất nhiều sản phẩm âm nhạc cho công ty OnlyC Production, cũng như hợp tác với nhiều ca sĩ khác như Min, Erik, Isaac,..
Nguyễn Phúc Thiện cũng đã từng tham gia Hòa âm Ánh sáng với Ngô Kiến Huy năm 2016 và Bảo Thy năm 2017 với vai trò nhà sản xuất âm nhạc, anh cùng Bảo Thy cũng như cả đội sau đó đã đoạt giải Quán quân.

## Sản phẩm âm nhạc
- Em không sai, chúng ta sai (Erik)
- Shh! Chỉ ta biết thôi (Chị chị em em OST) (Chi Pu)
- Đừng yêu nữa, em mệt rồi (Min)
- Đau để trưởng thành (Only C)
- Đau đầu (Isaac)
- Đời dạy tôi (Ông ngoại tuổi 30 OST) (Only C)
- Tôi đã quên thật rồi (Isaac)
- Yes, I do (Only C ft. Lou Hoàng)
- Mắt nhắm môi chạm (Lou Hoàng ft. Cara Phương)
- Everyday (Only C)
- Yêu đi đừng sợ (Yêu đi đừng sợ OST) (Only C)
- Yêu là tha thu (Em chưa 18 OST) (Only C)
- Cô Ba Sài Gòn (Cô Ba Sài Gòn OST) (Đông Nhi)
- Thấy là yêu thương (Only C)
- Anh sẽ về sớm thôi (Isaac)
- Yêu nhau dài lâu (Bảo Thy ft. Only C)
- Ba trăm ba mươi ba nhịp yêu (Only C)
- Như vậy mãi thôi (Noo Phước Thịnh)
- Yêu không nghỉ phép (Isaac ft. Only C)
- Bống bống bang bang (Tấm Cám: Chuyện chưa kể OST) (nhóm 365)
- Lỗi định mệnh (Isaac)
- Và như thế (nhóm 365)
- Mãi luôn gần nhau (Kungfu Phở OST) (Only C)
- Không có em (Lou Hoàng)
- Anh luôn là lý do (Erik)
- Người đáng thương là anh (Only C)
- Sau lưng anh có ai kìa (Thiều Bảo Trâm)
- Shh! Chỉ ta biết thôi (Chị chị em em OST) (Chi Pu)
- Đáp án cuối cùng (Quân A.P)
- Quá khứ đôi, hiện tại đơn (Đức Phúc)
- Dù cho tận thế (Bộ tứ báo thủ OST) (Erik)

## Thành tích
- Top 10 ca khúc được yêu thích Làn Sóng Xanh 2019
- Top 10 nhạc sĩ được yêu thích Làn Sóng Xanh 2017
- Được đề cử Top 20 nhạc sĩ của năm Zing Music Awards 2017[2]
- Quán quân Hòa âm Ánh sáng năm 2017